# Arthur Bourchier
Arthur Bourchier (22 de junho de 1863 — 14 de setembro de 1927) foi um ator e diretor de teatro inglês.
Bourchier era célebre por suas atuações em dramas clássicos, particularmente Shakespeare, e também em peças contemporâneas, incluindo obras de W. S. Gilbert, Anthony Hope, Arthur Wing Pinero e Alfred Sutro. Ele dirigiu muitos Teatros de West End durante sua carreira, entre eles o Royalty, Criterion,  Garrick (durante oito anos), Sua Majestade e Strand.

## Biografia
Bourchier nasceu em Speen, Berkshire, Inglaterra. Era o filho único de Fanny (née Farr) e de Charles John Bourchier. Foi educado no Eton College, onde jogava críquete, e na Universidade de Oxford, sobretudo na faculdade constituinte Christ Church. Na Oxford ele atuou com um grupo amador chamado The Philothespian Society, com o qual atuou como Shylock em The Merchant of Venice. Com o apoio do Vice-Chancellor, Benjamin Jowett, Bourchier fundou a Oxford University Dramatic Society (OUDS), que sucedeu o grupo amador Philothespians.  Com o grupo OUDS, Bourchier interpretou Hotspur, Falstaff, Feste, Thanatos (em Alcestis), e Brutus em César de Harry Brodribb Irving.

## Início de carreira
A primeira aparição profissional de Bourchier foi com Lillie Langtry em 1889, como Jaques em As You Like It. Ele também atuou com Charles Wyndham no Criterion Theatre e viajou para os Estados Unidos, onde atuou com a companhia teatral de Augustin Daly, para quem, mais tarde, faria o papel de Robin Hood em The Foresters, obra de Alfred Tennyson, na sua estreia em Londres. Em 1893, apareceu ao lado de Violet Vanbrugh, irmã mais velha de Irene Vanbrugh, na produção de Daly, Love in Tandem, no Daly's Theatre em Londres. Os dois se casaram no ano seguinte e tiveram uma filha, Prudence Bourchier (1902-1990), que também se tornou atriz e usou o nome artístico Vanbrugh.
Em 1895, Bourchier tornou-se arrendatário do Royalty Theatre, e Violet Vanbrugh tornou-se sua primeira dama em muitas  produções, incluindo The Chili Widow (uma adaptação própria, que prolongou-se por mais de 300 noites), Mr and Mrs, Monsieur de Paris e The Queen's Proctor. Bourchier, Vanbrugh e sua irmã Irene, viajaram pelos Estados Unidos em uma turnê iniciada  em 1897. De volta a Inglaterra, Vanbrugh foi o protagonista em Teresa, que ele produziu no Metropole.
Em 1900, em parceria com Charles Wyndham  no the Criterion, Bourchier produziu His Excellency the Governor, Lady Huntworth’s Experiment, The Noble Lord, e Mamma. Em setembro do mesmo ano, tornou-se arrendatário do Garrick Theatre. Ao longo dos mais de seis anos de sua administração no Garrick, ele produziu muitas peças, frequentemente no papel de protagonista com Vanbrugh, incluindo The Bishop's Move, My Lady Virtue, Whitewashing Julia, The Arm of the Law e The Fairy's Dilemma, de W. S. Gilbert (1904). A produção de The Walls of Jericho, de Alfred Sutro, em 1904, prolongou-se por 423 performances de sucesso.
Em novembro de 1902, Bourchier e Vanbrugh se apresentaram para Eduardo VII do Reino Unido, no Sandringham House, na companhia de Henry Irving, e em novembro de 1905, com a peça The Merchant of Venice, no Castelo de Windsor.  Eles fizeram uma turnê em conjunto em 1908 com John Glayde's. Em 1910 Bourchier se juntou a Herbert Beerbohm Tree no Teatro His Majesty, e atuou em papéis em obras de Shakespeare que incluíam Bottom em A Midsummer Night's Dream, Brutus em Julius Caesar, Sir Toby Belch em Twelfth Night e Ford em The Merry Wives of Windsor. Teve um notável sucesso com o papel principal de Henry VIII, junto com Tree e Vanbrugh, com o qual contracenou num filme mudo produzido por Tree em fevereiro de 1911.  Em 1913, Bourchier e Vanbrugh produziram um filme na Alemanha sobre a obra Macbeth.

### Últimos anos
Bourchier voltou a dirigir no teatro Garrick em 1912 por dois anos. Em 1913 atuou num revival de London Assurance em prol do fundo de pensão King George's Actors', também participaram atores como Tree, Henry Ainley, Charles Hawtrey, Weedon Grossmith e Marie Tempest. Em 1916 ele voltou a interpretar Brutus em Julius Caesar, no Theatre Royal de Drury Lane, por ocasião do terceiro centenário de Shakespeare, com os atores Frank Benson como Caesar, H. B. Irving como Cassius e Henry Ainley no papel de Antony. No mesmo ano Bourchier assumiu a direção do teatro His Majesty. Em 1917 fez o papel de Old Bill, personagem de Bruce Bairnsfather, numa adaptação teatral chamada The Better 'Ole, apresentada em mais de 800 ocasiões no Oxford Music Hall.
Bourchier e Vanbrugh continuaram a atuar em peças de Shakespeare e outros autores durante a Primeira Guerra Mundial, mas enfrentavam crises em seu casamento. Um contemporâneo mais tarde observou, "Ele a tratava muito bem como Henrique VIII tratava Ana Bolena – só que ele não chegou a cortar a cabeça dela."  Juntos, o casal fez uma turnê em 1916, mas em seguida se separaram, divorciando em 1918. Bourchier casou-se novamente em 1918, com uma jovem atriz, Violet Marion Kyrle Bellew. Bourchier dirigiu o Strand Theatre de 1919 até 1923. Lá, em 1922, ele interpretou Long John Silver na adaptação de J. B. Fagan de Treasure Island. Também fez uma turnê com a peça em 1923, e a trouxe de volta ao Strand no ano seguinte. Em 1921 atuou no filme de Hugh Ford, The Great Day.
Em seus últimos anos, Bourchier dedicou-se a política. É de sua autoria um panfleto para o Partido Trabalhista Independente em 1926, intitulado "Art and Culture in Relation to Socialism". No momento de sua morte ele havia sido escolhido como candidato do Partido Trabalhista para representar Gloucester. Na eleição seguinte, seu sucessor do Partido Trabalhista não venceu por uma pequena margem de 493 votos em relação ao candidato conservador.
No último ano de sua vida, Bourchier embarcou numa turnê para a África do Sul. Sua partida foi marcada por um almoço no Claridge's, onde ele foi presenteado com um busto de bronze encomendado por antigos membros do OUDS em reconhecimento ao seu trabalho, fundação e posteriormente subsídio a sociedade.
Bourchier adoeceu na África do Sul e morreu de pneumonia em Joanesburgo, em 1927, aos 64 anos.